# 6515 Giannigalli
6515 Giannigalli là một tiểu hành tinh vành đai chính với chu kỳ quỹ đạo là 1259.5048005 ngày (3.45 năm).
Nó được phát hiện ngày 16 tháng 6 năm 1988.